# Elektronformel
Elektronformler beskriver antalet valenselektroner hos ett grundämne eller en molekyl.
Exempel:
|                        | {\displaystyle \cdot } | {\displaystyle \cdot } |                        |
| {\displaystyle \cdot } | Ar                     | Ar                     | {\displaystyle \cdot } |
| {\displaystyle \cdot } | Ar                     | Ar                     | {\displaystyle \cdot } |
|                        | {\displaystyle \cdot } | {\displaystyle \cdot } |                        |

| {\displaystyle \cdot } |   |   |                        |  |
| {\displaystyle \cdot } | C | C | {\displaystyle \cdot } |  |
| {\displaystyle \cdot } | C | C | {\displaystyle \cdot } |  |
| {\displaystyle \cdot } |   |   |                        |  |

Man kan också beskriva elektronkonfigurationen på formen
Ar 2-8-8
där siffrorna motsvarar antalet elektroner i varje skal.
|                               | Strukturformler | Strukturformler | Strukturformler | Strukturformler     | Andra framställningar | Andra framställningar | Andra framställningar |
| Elektronformel                | Valensformel    | Nattaprojektion | Skelettformel   | Konstitutionsformel | Summaformel           | Empirisk formel       |                       |
| ----------------------------- | --------------- | --------------- | --------------- | ------------------- | --------------------- | --------------------- | --------------------- |
| Metan                         |                 |                 |                 | existerar inte      | CH4                   | CH4                   | CH4                   |
| Propan                        |                 |                 |                 |                     | CH3–CH2–CH3           | C3H8                  | C3H8                  |
| Ättiksyra                     |                 |                 |                 |                     | CH3–COOH              | C2H4O2                | CH2O                  |
| Vatten                        |                 |                 |                 | existerar inte      | existerar inte        | H2O                   | H2O                   |
| Denna tabell: visa • redigera |                 |                 |                 |                     |                       |                       |                       |